# Международная ассоциация сантехников и механиков
Международная ассоциация сантехников и механиков (Международная ассоциация руководителей в области сантехники и механики; англ. International Association of Plumbing and Mechanical Officials, IAPMO) — американская организация, координирующая разработку и адаптацию стандартов в сантехнике, водопроводе, бассейнах и солнечной энергии для удовлетворения конкретных потребностей отдельных лиц как в Соединенных Штатах, так и за рубежом. Организация разрабатывает и публикует Единый сантехнический кодекс (UPC); Единый механический кодекс (UMC); Единый кодекс для плавательных бассейнов, СПА-центров и гидромассажных ванн (USPSHTC); и Единый кодекс по солнечной энергии и гидронике (USEHC), который с 2018 года известен как Единый кодекс по солнечной энергии, гидронике и геотермальной энергии (USHGC).

Международная ассоциация сантехников и механиков была основана 17 мая 1926 года с целью "продвижения новейших и наиболее совершенных методов санитарии; содействия благополучию и гармонии между владельцем, строителем и мастером; достижения единообразия в применении положений постановлений; и обнародования следующих принципов: взаимная выгода участников.